# Зоран Димов
Зоран Панче Димов (на македонска литературна норма: Зоран Димов) е офицер, генерал-майор от Северна Македония.

## Биография
Роден е на 30 април 1958 г. в скопския квартал Нова махала. През 1972 г. завършва основно училище в родния си град, а след това през 1976 г. училище за шофьори с диплома за „техник по движението“. През 1980 г. завършва Военна академия на Сухопътните войски на ЮНА в Белград с артилерийски профил. От 1980 до 1981 г. е командир на артилерийски взвод, той и заместник-командир на батарея в Сараево. Между 1981 и 1984 г. е командир на батарея там. В периода 1984 – 1987 г. е командир на гаубична батарея в Добой. Между 1987 и 1991 г. е командир на смесен бронетанков артилерийски дивизион пак там. През 1991 завършва школа за майори в Центъра за висши школи в Белград. От 1991 до 1992 г. е помощник-командир по оперативно-учебните дейности на пехотна бригада в Добой. През 1992 г. влиза в армията на Република Македония и е назначен за командир на командна батарея в Скопие. Остава на този пост до 1994 г. От 1994 до 1995 г. е помощник началник-щаб, отговарящ за организационно-мобилизационните дейности на персонала (ОПМР). През 1996 г. завършва Команднощабната академия на Военната академия в Скопие. Между 1996 и 1998 г. е помощник началник-щаб по оперативно-учебната дейност. След това до 2000 г. е командир на 12-а пехотна бригада в Скопие. Между 2000 и 2003 г. е началник на C-3 в гранична бригада в Скопие. През 2003 г. завършва Школа за национална отбрана в Република Турция. Участва в конфликта в Република Македония през 2001 г. като командир на временните тактически състави, за което е повишен предсрочно в чин полковник. В периода 2004 – 2006 г. е командир на 2-ра механизирана пехотна бригада в Кичево. От 2006 до 2007 г. е директор на Генералния щаб на Армията на Република Македония. В периода 2007 – 2010 г. е командир на Обединеното оперативно командване на Република Македония. Между 2010 и 2012 г. е съветник в Кабинета на началника на Генералния щаб на армията на Република Македония.

## Военни звания
- Артилерийски Подпоручик (1980)
- Поручик (1981)
- Капитан (1984)
- Капитан 1 клас (1989)
- Майор (1995)
- Подполковник (1998), предсрочно
- Полковник (2001), предсрочно
- Бригаден генерал (2005)
- Генерал-майор (2007)

## Награди
- Орден за военни заслуги;
- Орден за военни заслуги със сребърни мечове, 1989 година;
- Медал за 40 години ЮНА, 1981 година;
- Медал за 50 години ЮНА, 1991 година.